# سكوت يونغ (لاعب هوكي جليد)
سكوت يونغ (بالإنجليزية: Scott Young)‏ هو لاعب هوكي جليد أمريكي، ولد في 1 أكتوبر 1967 في كلينتون في الولايات المتحدة.

## وصلات خارجية
- سكوت يونغ على موقع دوري الهوكي الوطني (الإنجليزية)
- سكوت يونغ على موقع قاعة مشاهير الهوكي (لاعب أن.إتش.أل) (الإنجليزية)
- سكوت يونغ على موقع EliteProspects.com (الإنجليزية)
- سكوت يونغ على موقع Eurohockey.com (الإنجليزية)
- سكوت يونغ على موقع HockeyDB.com (الإنجليزية)
- سكوت يونغ على موقع Hockey-Reference.com (الإنجليزية)
- سكوت يونغ على موقع أوليمبيديا (الإنجليزية)